# 曾巩读书岩
曾巩读书岩位于中国江西省抚州市南丰县琴城镇盱江对岸的南山,是一个长宽3米、高2米的天然岩洞，相传是曾巩（1019—1083）幼时读书之所。明景泰年间，在岩前石台上建曾文定公祠、亭，清光绪年间祠毁，亭重建，文革时亭被拆，1983年曾巩逝世九百周年时建曾巩纪念馆。池边石碑上“墨池”二字系朱熹手书。

## 保护
曾巩读书岩为第二批抚州市文物保护单位。2018年3月9日，曾巩读书岩公布为第六批江西省文物保护单位，编号6-4-012。